# Jan Lammers (lekkoatleta)
Jan Lammers (ur. 30 września 1926 w Drachten, zm. 1 września 2011 tamże) – holenderski lekkoatleta, sprinter, medalista mistrzostw Europy z 1950.
Zajął 4. miejsce w sztafecie 4 × 100 metrów (w składzie: Lammers, Chris van Osta, Jo Zwaan i Gabe Scholten) oraz odpadł w półfinale biegu na 100 metrów na mistrzostwach Europy w 1946 w Oslo.
Zajął 6. miejsce w sztafecie 4 × 100 metrów (w składzie: Lammers, Jan Meijer, Scholten i Zwaan) i odpadł w ćwierćfinale biegu na 200 metrów na igrzyskach olimpijskich w 1948 w Londynie.
Zdobył brązowy medal w biegu na 200 metrów przez płotki na mistrzostwach Europy w 1950 w Brukseli (wyprzedzili go jedynie Brian Shenton z Wielkiej Brytanii i Étienne Bally z Francji) i odpadł w eliminacjach biegu na 100 metrów.
Był mistrzem Holandii w biegu na 200 metrów w 1948 i w biegach na 100 metrów i na 200 metrów w 1950. 
Rekordy życiowe Lammersa:
- bieg na 100 metrów – 10,6 (1948)
- bieg na 200 metrów – 21,6 (1948)
- bieg na 110 metrów przez płotki – 15,6 (1948)